# Namibia en los Juegos Paralímpicos de Barcelona 1992
Namibia estuvo representada en los Juegos Paralímpicos de Barcelona 1992 por dos deportistas femeninas. El equipo paralímpico namibio no obtuvo ninguna medalla en estos Juegos.